# Meli-Szipak

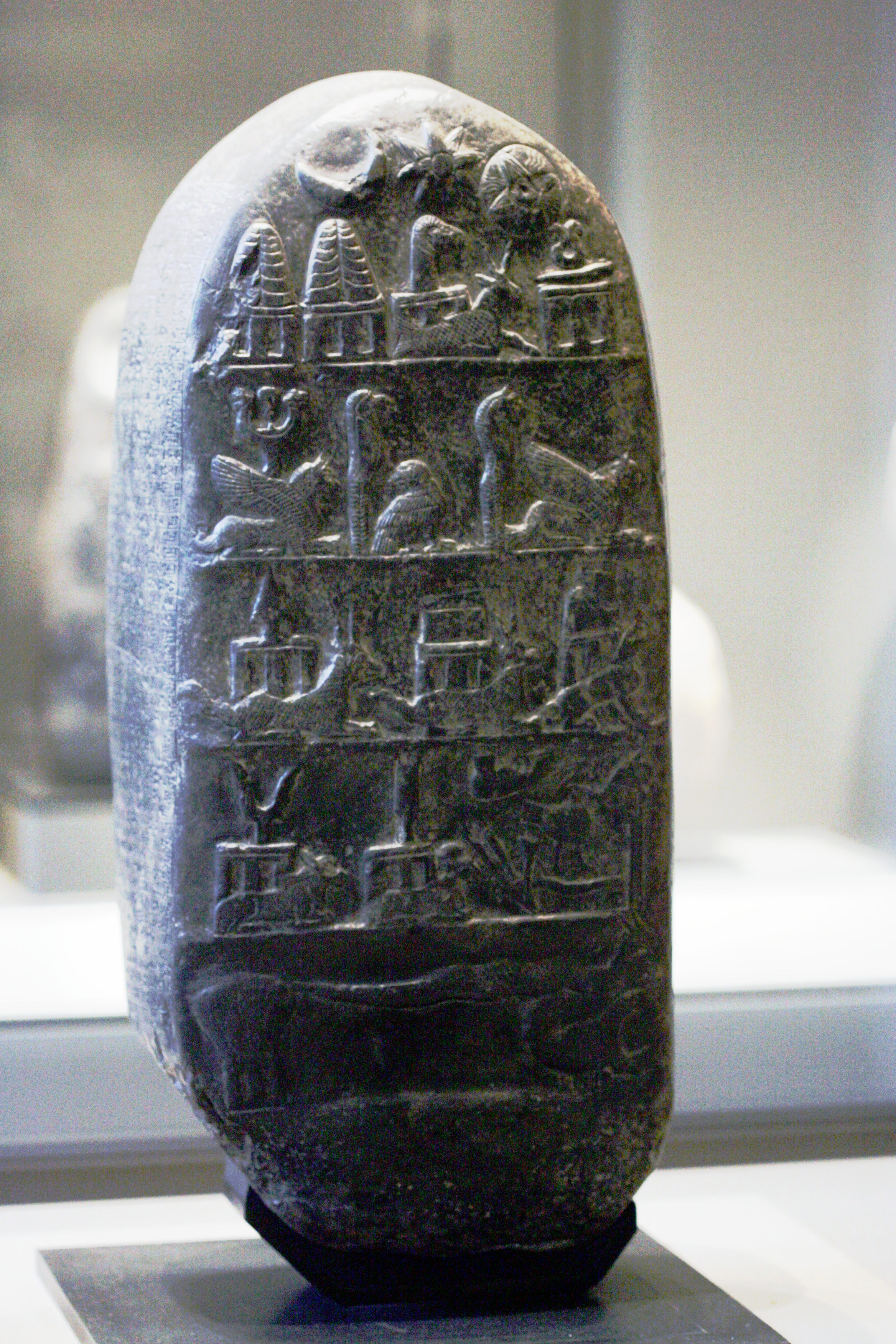
Jeden z zachowanych kudurru króla Meli-Szipaka, zbiory Luwru.

Meli-Szipak (Meli-Šipak) lub Meli-Szihu (Meli-Šiḫu) – król Babilonii z dynastii kasyckiej, syn i następca Adad-szuma-usura, ojciec i poprzednik Marduk-apla-iddiny I; panował w latach ok. 1186-1172 p.n.e.
Niewiele wiadomo o sytuacji w Babilonii za rządów Meli-Szipaka. Do naszych czasów zachowały się jego kudurru z inskrypcjami poświadczającymi nadania ziemi jego synowi i dziedzicowi Marduk-apla-iddinie oraz jego córce Hunnubat-Nanaji. Znane inskrypcje budowlane Meli-Szipaka poświęcone są zleconym przez niego pracom budowlanym w świątyniach E-kur w Nippur i E-galmah w Isin. Teksty ekonomiczne z czasów panowania Meli-Szipaka odnaleziono w Babilonie i Ur w południowej Mezopotamii oraz na stanowisku Tell Meskene (starożytne Emar) w Syrii.